# Kneževo, Brus
Kneževo (izvirno srbsko Кнежево) je naselje v Srbiji, ki upravno spada pod Občino Brus; slednja pa je del Rasinskega upravnega okraja.

## Demografija
V naselju živi 57 polnoletnih prebivalcev, pri čemer je njihova povprečna starost 54,2 let (50,4 pri moških in 58,4 pri ženskah). Naselje ima 25 gospodinjstev, pri čemer je povprečno število članov na gospodinjstvo 2,40.
To naselje je popolnoma srbsko (glede na rezultate popisa iz leta 2002).
|  |

| Demografija | Demografija     | Demografija     |
| Leto        | Št. prebivalcev | Št. prebivalcev |
| ----------- | --------------- | --------------- |
|             |                 |                 |
|             |                 |                 |
|             |                 |                 |
|             |                 |                 |
| 1948        | 118             |                 |
| 1953        | 141             |                 |
| 1961        | 143             |                 |
| 1971        | 137             |                 |
| 1981        | 101             |                 |
| 1991        | 73              | 73              |
| 2002        | 60              | 60              |
|             |                 |                 |

| Etnična sestava po popisu iz leta 2002 | Etnična sestava po popisu iz leta 2002 | Etnična sestava po popisu iz leta 2002 | Etnična sestava po popisu iz leta 2002 | Etnična sestava po popisu iz leta 2002 |
| -------------------------------------- | -------------------------------------- | -------------------------------------- | -------------------------------------- | -------------------------------------- |
| Srbi                                   | Srbi                                   |                                        | 60                                     | 100,0%                                 |
| Neznano                                | Neznano                                |                                        | 0                                      | 0,0%                                   |